# Kéry János
Ipoly-kéri báró Kéry János (Ipolykér, Nógrád vármegye, 1637. szeptember 4. – Nagyszombat, 1685. március 3.) teológiai s bölcseleti doktor, váci püspök.

## Életútja
Kéry János gróf koronaőr és Czobor Orsolya protestáns szülők fia. Középiskolai tanulmányait Pozsonyban, a bölcseletet pedig Bécsben végezte, ugyanitt doktorált 1655-ben. 1656-ban pálos szerzetes lett, július 23-án tett szerzetesi fogadalmat Lepoglaván. 1658. október 9-től 1662. szeptember 4-ig a Collegium Germanicum Hungaricum növendéke volt, 1663-tól a lepoglavai zárdában a filológia tanára, 1666-ban spirituális Nagyszombatban, egyszersmind a teológiát tanította és a rendfőnök titkára volt. 1669. június 3-tól 1675-ig a pálos szerzetesek főnöke volt.
1676. március 29-én szerémi címzetes püspök lett, majd április 22-én a Szent Istvánról nevezett prépost székét nyerte az esztergomi főszékesegyházi káptalanban. 1678. március 31-én csanádi címzetes püspök, 1679-ben Szelepcsényi prímás helynöke volt. 1681. december 28-től váci püspökké nevezték ki.
1684 júniusában kivette részét a török elleni győzelmes visegrádi csatából. Június 24-én bevonult Vácra a sereggel együtt, ide helyezte vissza a püspöki székhelyet. A protestánsokat visszavette az egyetlen épen maradt templomot. 1684 novemberében Vácot a török miatt futva kellett elhagynia, Nagyszombatba már betegen érkezett meg. Megírta a Zrínyiek hadjáratait, ő tartotta Zrínyi Miklós fölött a gyászbeszédet.

## Művei
- Rex Thaumaturgus, Sive S. Ladislaus Rex Hungariae, Inclitae Nationis Vngaricae In... Vniversitate Viennensi Divus Tvtelaris, Elogio Repraesentatus in Augusta Sanctissimi Proto-Martyris Basilica... Viennae, 1654
- Oratio Fvnebris Qva tristes Exeqvias III. ac Excell. Dni Nicolai Comitis Perpetui A Zrinio, Regnorum Dalmatiae, Croatiae & Slavoniae Bani... Prosecutus est... Anno 1664. Die 21. Mense Decembri, Tyrnaviae, 1664
- Lvgvbris Panegyricus In Solennibus Exequijs Spect. ac Magn. Dni Petri Kglevich Liberi Baronis de Busin, &c. Ejusque Amantissimi Filii, Ladislai Keglevich, &c. Dictus Crapinae... Anno 1665. Mense Martio Die 27. (Uo.). 1665
- Virtvs pro fata svperstes, Ill. Dni Georgii Comitis Erdeody de Monyorokerék... Elogio Fvnebri proposita In Aede Sacra Klaineczensi Patrum Ordinis Seraphici... Anno Dni 1669. Mense Januario Die 7. Uo.
- Piis Manibus Ill. Dominae Evae Susannae Comitissae ab Erdőd De Monyorokerék &c. Ill. Dni Joannis Lippay de Zombor Comit. Barsiens. Comitis Supremi... Amantissimae Consortis, Adornata Laudatio, In Mariana Supra Posonium Valle Fratrum Eremitarum Ordinis S. Pauli Primi Eremitiae... Anno Domini 1669. Mense Majo Die 31. Uo.
- Regentis Imago, Sive Oratio Habita in Celeberrimo Conventu Tallensi Ordinis S. Pauli Primi Eremitae... Cum Tempore Congregationis Generalis Anno 1669. Celebratae, Partes Electores totius fali Ordinis Generalem ipsa Pentecostes vigiliâ deligerent Ac oratori id munus imponerent (Uo.)
- Martis turcici Ferocia Anno à Christi ortu supra Millesimum Sexcentesimum Sexagesimo tertio & quarto in Hvngaria Viscera Irrvens, Invictisque Aug. Caesaris Leopoldi Primi Agminibvs Enervata, Binis Libris comprehensa, & in lucem data Posonii, 1672
- Universae Philosophiae Scolasticae Tomus I., II., III. Uo. 1673
- Theatrum Sapientiae sive Oratio habita in celeb. Conventu Talensi ... cum per eundem An. 1674. autoritate Pontificia, Caesarea Regiaque, quinque Instituti ejusdem Patres suprema Doctoratus Theologici laurea condecorarentur (Uo.), 1674
- Decreta sacrae sedis apostolicae, quotannis a regularibus temporibus certis legenda, cum dubitationibus et resolutionibus suis, ex DD. varijs collectis, et digestis. Viennae, 1674. (2. kiadás: Czestochowa, 1694., 4. k. Bécs, 1716., 5. k. Czestochowa, 1745)
- Aristoteles Magnus Orbis Philosophus, Oratorio charactere descriptus, sive Oratio Habita in Celeberrimo Conventu Tallensi... Cum plures ejusdem Instituti Fratres supremâ Philosophiae Laureâ coronaret. Anno 1675 (Posonii)
- Praelati Euroditio S. Spiritu de Coelis effusus. Sive Oratio Habita Ferijs Pentecostalibus, in Celeberrimo Conventu Tallensi... Pro diligendo ibidem in Comitiis Generalibus, dicti Ordinis Priore Generali... Cum evoluto sexennio, onerosum Generalatûs Officium deponeret. Anno 1675. Mense Junio (Uo.)
- Cels. Ac Rev. Principis Dni Georgii Szelepcheny, Archi-Episcopi Strigoniensis... Vita, Opera, & Virtutes. Historicè descripta ... Uo. 1767
- Panegyres et Orationes. Viennae, 1685